# Foulatari
Foulatari (auch: Foulatéri) ist eine Landgemeinde im Departement Maïné-Soroa in Niger.

## Geographie
Foulatari liegt in der Landschaft Manga in der Sahelzone. Die Nachbargemeinden sind N’Guelbély im Nordwesten, N’Gourti im Nordosten, Chétimari im Südosten und Maïné-Soroa im Südwesten.
Bei den Siedlungen im Gemeindegebiet handelt es sich um 101 Dörfer, 80 Weiler, 140 Lager und 22 Wasserstellen. Auf 45 Siedlungen in Foulatari erhebt die Nachbargemeinde N’Guelbély Anspruch, umgekehrt beansprucht Foulatari 34 Siedlungen in N’Guelbély. Der Hauptort der Landgemeinde ist das Dorf Foulatari. Es liegt auf einer Höhe von 329 m.
Im Süden hat die Gemeinde Anteil an der weitläufigen Zone der fruchtbaren Mulden von Maïné-Soroa.

## Geschichte
Im Dorf Mir befand sich zu Beginn des 20. Jahrhunderts ein kleines französisches Fort.
Die Landgemeinde Foulatari entstand als Verwaltungseinheit im Jahr 2002 im Zuge einer landesweiten Verwaltungsreform, als das Gebiet des Kantons Maïné-Soroa auf die Gemeinden Foulatari, Maïné-Soroa und N’Guelbély aufgeteilt wurde.
Die Regionalhauptstadt Diffa wurde im Februar 2015 von der dschihadistischen Terrorgruppe Boko Haram aus Nigeria angegriffen. Bereits seit Mai 2013 waren wegen der Aktivitäten von Boko Haram etwa 150.000 Menschen aus dem Nachbarland Nigeria nach Diffa geflüchtet. Nunmehr gehörte Foulatari zu den Orten, die Flüchtlinge aus Diffa aufnahmen. Ende 2016 lebten in der Gemeinde Foulatari 165 Kinder und Jugendliche im Alter von 4 bis 19 Jahren, die Flüchtlinge, Rückkehrer oder Binnenvertriebene waren. Im Januar 2021 betrug die Gesamtzahl der von Zwangsmigration betroffenen Personen in Foulatari 348.

## Bevölkerung
Bei der Volkszählung 2012 hatte die Landgemeinde 30.953 Einwohner, die in 4.384 Haushalten lebten. Bei der Volkszählung 2001 betrug die Einwohnerzahl 3.007 in 523 Haushalten.
Im Hauptort lebten bei der Volkszählung 2012 682 Einwohner in 108 Haushalten und bei der Volkszählung 1988 1.477 in 256 Haushalten.
In ethnischer Hinsicht ist die Gemeinde ein Siedlungsgebiet von Fulbe.

## Politik
Der Gemeinderat (conseil municipal) hat 12 Mitglieder. Mit den Kommunalwahlen 2020 sind die Sitze im Gemeinderat wie folgt verteilt: 7 PNDS-Tarayya, 4 MPR-Jamhuriya und 1 MPN-Kiishin Kassa.
Jeweils ein traditioneller Ortsvorsteher (chef traditionnel) steht an der Spitze von 89 Dörfern in der Gemeinde, darunter dem Hauptort.

## Wirtschaft und Infrastruktur
Der Süden Foulataris gehört zur Zone des Regenfeldbaus, der Norden ist von der Weidewirtschaft dominiert. Dazwischen liegt ein Gebiet, in dem Agropastoralismus die vorherrschende Erwerbsform ist. Die Fulbe-Viehzüchter von Foulatari, N’Guelbély und Boutti wandern saisonal in der Trockenzeit mit ihren Herden in ein Gebiet nördlich von Gouré. Dorthin ziehen sie sich auch im Fall außergewöhnlicher Dürren oder bei einer Verschlechterung der Sicherheitslage zurück.
Im Hauptort sind ein Gesundheitszentrum des Typs Centre de Santé Intégré (CSI) und eine veterinärmedizinische Station vorhanden. Beim Centre de Formation aux Métiers de Foulatari (CFM Foulatari) handelt es sich um ein Berufsausbildungszentrum.

## Persönlichkeiten
- Abdoua Kanta (1946–2017), Journalist, Schriftsteller und Filmregisseur